# Simone Lamsma
Simone Lamsma (Leeuwarden, 1985) is een Nederlandse violiste.

## Vioolcarrière
Lamsma begon met vioolspelen toen ze vijf jaar oud was. Als negenjarige werd ze leerling van Davina van Wely. Ze verhuisde naar het Verenigd Koninkrijk toen ze elf was, om les te krijgen aan de Yehudi Menuhin School bij Hu Kun. Ze bleef tot 2003 bij hem studeren aan de Royal Academy of Music in Londen. Vanaf 2004 was ze leerlinge van Maurice Hasson. Als de jongste studente ooit werd ze toegelaten tot het Bachelor of Music-programma van de Royal Academy of Music, waarbij haar een 'full scholarship' werd toegekend. Ze studeerde op haar negentiende af met 'first-class honours' en kreeg daarbij de HRH Princess Alice's Prize toegekend voor 'voorbeeldig studentschap', de Louise Child Prize voor de hoogste prestatie van Bachelor of Music-afgestudeerden en de Roth Prize voor de beste uitslag van een vioolexamen. Lamsma maakte haar solodebuut toen ze veertien was met een uitvoering van het eerste vioolconcert van Paganini met het Noord Nederlands Orkest onder leiding van Takuo Yuasa.
Sindsdien speelt ze als soliste en in recitals over de hele wereld. Ze werkte met de dirigenten Martyn Brabbins, Sir Andrew Davis, Eri Klas, Sir Neville Marriner, Lord Yehudi Menuhin, Yannick Nézet-Séguin, Jac van Steen, Michel Tabachnik en Jaap van Zweden.
Ze speelde met het Koninklijk Concertgebouworkest, BBC Symphony Orchestra, London Symphony Orchestra, Academy of St. Martin in the Fields, Dallas Symphony Orchestra, Rotterdams Philharmonisch Orkest, Royal Liverpool Philharmonic Orchestra, Orchestre National de France, Orchestre de la Suisse Romande, Pools Nationaal Radio-Symfonieorkest, Amsterdam Sinfonietta, Radio Kamer Filharmonie, Concertgebouw Kamerorkest, Radio Filharmonisch Orkest, Radio Symfonie Orkest, Residentie Orkest, Nederlands Philharmonisch Orkest, Noord Nederlands Orkest, Brabants Orkest, Het Gelders Orkest, Limburgs Symfonie Orkest en het Orkest van het Oosten.
Op 30 augustus 2009 trad ze live op in het programma Zomergasten van de VPRO, waarin Jaap van Zweden te gast was. Bijzondere hoogtepunten waren verder een televisie-uitzending door NPS Podium van haar uitvoering van het Eerste vioolconcert van Sjostakovitsj met het Radio Filharmonisch Orkest, gedirigeerd door Jaap van Zweden, en een 40 minuten lange documentaire over Lamsma's leven als musicus. Verder werd zij uitgenodigd om op het Koninginnedagconcert 2011 op te treden met de Radio KamerFilharmonie onder leiding van Jaap van Zweden. Zij speelde het Vioolconcert van Mendelssohn in aanwezigheid van leden van de koninklijke familie.
In het najaar van 2014 was Lamsma te zien als deskundig jurylid in het programma Het orkest van Nederland op RTL 4, een programma waarbij musici zich via audities konden plaatsen voor een orkest dat eenmalig optrad in het Concertgebouw.

## Prijzen en onderscheidingen
- Eerste prijs Nationaal Vioolconcours Oskar Back (2003)
- Eerste prijs Benjamin Britten-international vioolconcours (2004)
- Eerste prijs Chinees internationaal vioolconcours (2005)
- Zilveren medaille Internationaal vioolconcours van Indianapolis (2006)
- VSCD Klassieke Muziekprijs in de categorie Nieuwe Generatie  (2010)

## Cd-opnamen
In 2006 maakte Lamsma haar eerste opnamen voor het label Naxos, met werk van Edward Elgar, met de Japanse pianiste Yurie Miura. Haar tweede cd voor Naxos is een liveopname van drie vioolconcerten van Louis Spohr met Sinfonia Finlandia onder leiding van Patrick Gallois. 